# 19470 Wenpingchen
19470 Wenpingchen este un asteroid din centura principală de asteroizi.

## Descriere
19470 Wenpingchen este un asteroid din centura principală de asteroizi. A fost descoperit pe 30 aprilie 1998 la Stația Anderson Mesa în cadrul programului LONEOS. Asteroidul prezintă o orbită caracterizată de o semiaxă mare de 2,88 ua, o excentricitate de 0,06 și o înclinație de 1,1° în raport cu ecliptica.